# توماس گراهام، اولین بارون لیندوک
توماس گراهام، اولین بارون لیندوک (انگلیسی: Thomas Graham, 1st Baron Lynedoch؛ ۱۹ اکتبر ۱۷۴۸ – ۱۸ دسامبر ۱۸۴۳) سیاستمدار و فرمانده نظامی اهل پادشاهی متحد بریتانیای کبیر و ایرلند بود.